# Esbo stadsorkester
Esbo stadsorkester (Tapiola sinfonietta) är en finländsk kammarorkester hemmahörande i Esbo. 
Esbo stadsorkester grundades 1987 som en orkester av wienklassisk typ, och bestod 2006 av 41 musiker. Esbo stadsorkester  avviker sålunda från huvudstadsregionens större orkestrar. Repertoarens tyngdpunkt är musik av Wolfgang Amadeus Mozart och hans samtida, men även äldre musik samt samtida verk framförs. Orkestern uppträder i Tapiolasalen i Hagalund, och sedan 2005 även i Sellosalen i Alberga, men har också turnerat i hem- och utlandet. 
Konstnärliga ledare för Esbo stadsorkester var först Jorma Panula, Juhani Lamminmäki och Osmo Vänskä. År 1993 anställdes den franske violinisten Jean-Jacques Kantorow som dirigent. Under hans ledning har Esbo stadsorkester uppnått en även internationellt sett mycket hög nivå. Från 1999 hade orkestern dessutom som andre dirigent Tuomas Hannikainen, som 2001 efterträddes av John Storgårds. År 2003 blev Olli Mustonen konstnärlig ledare, denne framträder ofta tillsammans med Esbo stadsorkester som dirigerande solist, liksom även bland andra violinisten Pekka Kuusisto, som länge samarbetat med Esbo stadsorkester. Orkestern, vars musiker själva besluter om den konstnärliga linjen, har spelat in över 30 skivor, dess huskomponist är Eero Hämeenniemi.